# Homenaje al Modernismo Melillense
El Homenaje al Modernismo Melillense es un monumento de la ciudad española de Melilla. Está situado en la confluencia de la avenida Reyes Católicos y la calle Carlos Ramírez de Arellano, en el Ensanche Modernista de la ciudad, y forma parte del Conjunto Histórico Artístico de la Ciudad de Melilla, un Bien de Interés Cultural.

## Historia
Realizado por Carlos Baeza Torres para la Plaza del Comandante Benítez, como fuente ornamental, el vandalismo destruyó su sistema, siendo utilizados sus muros como banco y su tolva como papelera, especialmente por los borrachos hasta que entre marzo y mayo del 2010 es trasladada a la nueva glorieta construida en la confluencia de la avenida Reyes Católicos y la calle Carlos Ramírez de Arellano

## Descripción
Un pedestal da paso a una malla de acero reticular, que soporta dos conos unidos por su vértice, con forma de piña, idéntica a las que rematan los chaflanes de los Grandes Almacenes La Reconquista.